# 袁玉珠
袁玉珠（1953年—），山西中阳人。汉族。太原理工大学经济管理专业毕业。
曾任山西中阳钢铁有限公司董事长。
2008年，当选第十一届全国人民代表大会山西地区代表。2013年，当选第十二届全国人民代表大会山西地区代表。因涉嫌违法犯罪，2014年8月26日，山西省第十二届人大常委会第十三次会议决定罢免其第十二届全国人民代表大会代表职务。
2014年8月26日，与吕梁市人大常委会副主任郑明珠、山西大土河焦化有限责任公司董事长贾廷亮、吕梁市山西离柳焦煤集团有限公司原董事长邸存喜同被有关部门带走。2015年9月2日，山西省长治市人民检察院经审查决定，依法对原山西省吕梁市山西中阳钢铁有限公司法定代表人、董事长袁玉珠以涉嫌单位行贿罪决定逮捕。